# Tat (HIV)
Tat（trans-activator of transcription）は、HIV-1のtat遺伝子にコードされるタンパク質であり、ウイルスの転写効率を劇的に高める。Tatは86–101アミノ酸からなるタンパク質であり、長さはサブタイプによって異なる。TatはHIV二本鎖DNAの転写レベルを大幅に高める役割を果たす。まず二本鎖DNAから少数のRNA転写産物が産生され、そこからTatタンパク質が産生される。その後Tatは宿主因子に結合し、宿主因子によるリン酸化活性を媒介して全てのHIV遺伝子の転写を高めることで、ポジティブフィードバックループを形成する。
また、TatはHIVの疾患過程においてより直接的な役割も果たしているようであり、HIV-1感染患者の血液には感染細胞から放出されたTatタンパク質が検出される。TatはHIVに感染していない細胞に吸収され、非感染バイスタンダーT細胞に対し、アポトーシスを介して細胞死を誘導する毒素として直接的に作用することで、AIDSへの進行を補助する。
TatはCXCR4受容体のアンタゴニストとして作用することで、感染初期にCCR5受容体を利用するビルレンスの低いM-tropic（macrophage-tropic）株の複製を選択的に促進し、M-tropic株からの変異後にのみCXCR4受容体を利用するビルレンスの高いT-tropic（T cell-tropic）株が出現するようにしているようである。

## 機能と機構
他のレンチウイルスと同様にHIV-1はTatをコードしており、このタンパク質はウイルスゲノムの効率的な転写に必須である。Tatは、HIV-1の新生転写産物の5'末端に位置するTAR（trans-activation response element）と呼ばれるRNAステムループ構造に結合することで作用する。TatはTARに結合することで転写複合体の性質を変化させ、CDK9とサイクリンT1からなるP-TEFb複合体（転写伸長を正に制御する）をリクルートして全長ウイルスRNAの産生を増加させる。
またTatタンパク質は、プロモータークリアランス後転写伸長初期段階から全長TAR RNA転写産物が合成されるまでの間、RNAポリメラーゼII複合体とも結合している。このTatとRNAポリメラーゼIIとの相互作用は、P-TEFbには依存していない。このように転写伸長複合体にはTat結合部位が2か所あり、1つはTAR RNA、もう1つはRNAポリメラーゼII上の新生ｍRNA転写産物の出口付近である。このことは、1回のHIV-1 ｍRNA合成の促進に2分子のTatが関与していることを示唆している。
In vitroでTAR特異的な結合を行うために必要最小限なTatの配列は、10アミノ酸からなる塩基性領域にマッピングされている。この領域は大部分がアルギニンとリジン残基から構成され、αヘリックスを形成することが示唆されている。そのため、Tatはアルギニンリッチモチーフ（ARM）RNA結合タンパク質ファミリーに属する。一方、調節活性にはN末端の47残基が必要であり、この領域は転写複合体の構成要素と相互作用して転写活性化ドメインとして機能する。
また、Tatは一般的ではない細胞間輸送経路を利用する。まず、Tatは細胞膜内側表面に位置するホスファチジルイノシトール-4,5-ビスリン酸（PI(4,5)P2）に高い親和性で結合する。その後、Tatは細胞膜を通過して細胞外空間に到達する。感染細胞によるTatの分泌は非常に活発であり、細胞外への搬出は産生されたTatがたどる主要な経路である。

## Protein transduction domain
Tatにはprotein transduction domain（PTD）と呼ばれる領域が含まれており、この領域は細胞膜透過ペプチドとしても知られている。このドメインによって、Tatが細胞膜を越えて細胞内へ移行することが可能となる。PTDのアミノ酸配列はYGRKKRRQRRRである。このカチオン性の11アミノ酸ペプチドは、この配列を提示しているナノ粒子などの巨大分子を細胞内移行の標的とするために十分な配列である。PTDポリペプチド単独でのヘパリナーゼ非依存的な移行と異なり、Tat全長のインターナリゼーションは細胞表面で負に帯電したヘパラン硫酸プロテオグリカンによって媒介される。この移行過程の一部はポトサイトーシスによって媒介されている。
PTD内には核局在シグナルGRKKRが見つかっており、さらに細胞核への移行を媒介する。このドメインの生物学的役割と移行の正確な機構は未解明である。

## 臨床的意義
Tatの阻害によるHIV感染の治療の研究が行われている。HIV感染に対する治療として、Tatのアンタゴニストの利用の可能性が示唆されている。
Tatタンパク質を標的としたTat Oyiと呼ばれるワクチンがBiosantechによって開発されている。このHIVワクチンは、フランスで行われた48人のHIV陽性患者を対象とした二重盲検試験で毒性を示さないことが確認された。2016年に発表された第I/IIa相研究では、調査された3種類の投与量のうちの1つでウイルスRNAの減少が示された。用量反応関係は観察されなかったため、この知見の頑健性には疑問も生じている。